# Sucks to Be You
Sucks to Be You è un singolo del rapper statunitense Saint Jhn, pubblicato il 23 ottobre 2020 come secondo estratto dal terzo album in studio While the World Was Burning.

## Descrizione
Il brano fa parte del terzo album in studio dello statunitense.

## Tracce
1. Sucks to Be You – 3:42